# Vitis davidii
Vitis davidii är en vinväxtart som först beskrevs av Roman. Du Caill., och fick sitt nu gällande namn av Föex. Vitis davidii ingår i släktet vinsläktet, och familjen vinväxter.

## Underarter
Arten delas in i följande underarter:
- V. d. cyanocarpa
- V. d. ferruginea